# Filmografia di Totò
(Antonio Ghirelli)

Antonio de Curtis nel 1960 circa

Questa voce raccoglie la filmografia di Totò, nome d'arte di Antonio de Curtis, attore simbolo dell'Italia noto per l'aver interpretato ruoli comici e drammatici. Soprannominato "il principe della risata", nel trentennio compreso tra il 1937 e il 1967 ha interpretato 97 film visti da circa 270 milioni di persone, con una media di oltre quattro all'anno lavorando con 42 registi differenti tra cui Mario Mattoli (16 film), Steno (14), Camillo Mastrocinque (11), Sergio Corbucci e Mario Monicelli (7), Carlo Ludovico Bragaglia (6 film).
A trentanove anni l'esordio con Fermo con le mani del 1937, diretto da Gero Zambuto, mentre l'ultimo impersonato fu Capriccio all'italiana del 1967, uscito postumo nel 1968.
Ha avuto sempre ruolo da protagonista, eccetto che per il ruolo di comparsa in Il giorno più corto; vi sono inoltre nove film in cui ha girato soltanto un episodio, il già citato Capriccio all'Italiana in cui ha recitato in due; peculiare il caso de Il padre di famiglia in cui girò soltanto una prima scena il 13 aprile (sostituito poi da Ugo Tognazzi) che trattava di un funerale per poi morire nella notte del giorno successivo. Oltre a ciò è stato protagonista di nove film per la televisione nella serie Tutto Totò, su idea di Mario Castellani, usciti in seguito alla sua morte. Numerosi anche i film non realizzati che si attestano a 46.

## Cinema

### Attore
- Fermo con le mani, regia di Gero Zambuto (1937)
- Animali pazzi, regia di Carlo Ludovico Bragaglia (1939)
- San Giovanni decollato, regia di Amleto Palermi (1940)
- L'allegro fantasma, riedito nel dopoguerra con il titolo Totò allegro fantasma, regia di Amleto Palermi (1941)
- Due cuori fra le belve, riedito nel dopoguerra con il titolo Totò nella fossa dei leoni, regia di Giorgio Simonelli (1943)
- Il ratto delle Sabine, riedito nel dopoguerra con il titolo Il professor Trombone, regia di Mario Bonnard (1945)
- I due orfanelli, regia di Mario Mattoli (1947)
- Fifa e arena, regia di Mario Mattoli (1948)
- Totò al Giro d'Italia, regia di Mario Mattoli (1948)
- I pompieri di Viggiù, regia di Mario Mattoli (1949)
- Yvonne la Nuit, regia di Giuseppe Amato (1949)
- L'imperatore di Capri, regia di Luigi Comencini (1949)
- Totò cerca casa, regia di Steno e Mario Monicelli (1949)
- Totò le Mokò, regia di Carlo Ludovico Bragaglia (1949)
- Napoli milionaria, regia di Eduardo De Filippo (1950)
- Figaro qua, Figaro là, regia di Carlo Ludovico Bragaglia (1950)
- Totò cerca moglie, regia di Carlo Ludovico Bragaglia (1950)
- Tototarzan, regia di Mario Mattoli (1950)
- Le sei mogli di Barbablù, regia di Carlo Ludovico Bragaglia (1950)
- Totò sceicco, regia di Mario Mattoli (1950)
- 47 morto che parla, regia di Carlo Ludovico Bragaglia (1950)
- Totò terzo uomo, regia di Mario Mattoli (1951)
- Totò e i re di Roma, regia di Steno e Mario Monicelli (1951)
- Sette ore di guai, regia di Vittorio Metz e Marcello Marchesi (1951)
- Guardie e ladri, regia di Steno e Mario Monicelli (1951)
- Totò a colori, regia di Steno (1952)
- Totò e le donne, regia di Steno e Mario Monicelli (1952)
- L'uomo, la bestia e la virtù, regia di Steno (1953)
- Una di quelle, regia di Aldo Fabrizi (1953)
- Un turco napoletano, regia di Mario Mattoli (1953)
- Il più comico spettacolo del mondo, regia di Mario Mattoli (1953)
- Questa è la vita, episodio La patente, regia di Luigi Zampa (1954)
- Dov'è la libertà...?, regia di Roberto Rossellini (1954)
- Tempi nostri - Zibaldone n. 2, episodio La macchina fotografica, regia di Alessandro Blasetti (1954)
- Miseria e nobiltà, regia di Mario Mattoli (1954)
- Il medico dei pazzi, regia di Mario Mattoli (1954)
- I tre ladri, regia di Lionello De Felice (1954)
- Totò cerca pace, regia di Mario Mattoli (1954)
- L'oro di Napoli, episodio Il guappo, regia di Vittorio De Sica (1954)
- Totò e Carolina, regia di Mario Monicelli (1955)
- Totò all'inferno, regia di Camillo Mastrocinque (1955)
- Siamo uomini o caporali, regia di Camillo Mastrocinque (1955)
- Destinazione Piovarolo, regia di Domenico Paolella (1955)
- Il coraggio, regia di Domenico Paolella (1955)
- Racconti romani, regia di Gianni Franciolini (1955)
- La banda degli onesti, regia di Camillo Mastrocinque (1956)
- Totò lascia o raddoppia?, regia di Camillo Mastrocinque (1956)
- Totò, Peppino e la... malafemmina, regia di Camillo Mastrocinque (1956)
- Totò, Peppino e i fuorilegge, regia di Camillo Mastrocinque (1956)
- Totò, Vittorio e la dottoressa, regia di Camillo Mastrocinque (1957)
- Totò e Marcellino, regia di Antonio Musu (1958)
- Totò, Peppino e le fanatiche, regia di Mario Mattoli (1958)
- I soliti ignoti, regia di Mario Monicelli (1958)
- Gambe d'oro, regia di Turi Vasile (1958)
- La legge è legge, regia di Christian-Jaque (1958)
- Totò a Parigi, regia di Camillo Mastrocinque (1958)
- Totò nella luna, regia di Steno (1958)
- Totò, Eva e il pennello proibito, regia di Steno (1959)
- I ladri, regia di Lucio Fulci (1959)
- La cambiale, regia di Camillo Mastrocinque (1959)
- I tartassati, regia di Steno (1959)
- Arrangiatevi, regia di Mauro Bolognini (1959)
- Noi duri, regia di Camillo Mastrocinque (1960)
- Signori si nasce, regia di Mario Mattoli (1960)
- Letto a tre piazze, regia di Steno (1960)
- Totò, Fabrizi e i giovani d'oggi, regia di Mario Mattoli (1960)
- Risate di gioia, regia di Mario Monicelli (1960)
- Chi si ferma è perduto, regia di Sergio Corbucci (1960)
- Totò, Peppino e... la dolce vita, regia di Sergio Corbucci (1961)
- Sua Eccellenza si fermò a mangiare, riedito con il titolo II Dott. Tanzarella, medico personale del... fondatore dell'impero, regia di Mario Mattoli (1961)
- Totòtruffa '62, regia di Camillo Mastrocinque (1961)
- I due marescialli, regia di Sergio Corbucci (1961)
- Totò contro Maciste, regia di Fernando Cerchio (1962)
- Totò diabolicus, regia di Steno (1962)
- Totò e Peppino divisi a Berlino, regia di Giorgio Bianchi (1962)
- Lo smemorato di Collegno, regia di Sergio Corbucci (1962)
- Totò di notte n. 1, regia di Mario Amendola (1962)
- I due colonnelli, regia di Steno (1963)
- Il monaco di Monza, regia di Sergio Corbucci (1963)
- Il giorno più corto, regia di Sergio Corbucci (1963)
- Totò contro i quattro, regia di Steno (1963)
- Totò e Cleopatra, regia di Fernando Cerchio (1963)
- Le motorizzate, episodio Il vigile ignoto, regia di Marino Girolami (1963)
- Totò sexy, regia di Mario Amendola (1963)
- Gli onorevoli, regia di Sergio Corbucci (1963)
- Il comandante, regia di Paolo Heusch (1963)
- Che fine ha fatto Totò Baby?, regia di Ottavio Alessi (1964)
- Totò contro il pirata nero, regia di Fernando Cerchio (1964)
- Le belle famiglie, episodio Amare è un po' morire, regia di Ugo Gregoretti (1964)
- Totò d'Arabia, regia di José Antonio de la Loma (1965)
- Gli amanti latini, episodio Amore e morte, regia di Mario Costa (1965)
- La mandragola, regia di Alberto Lattuada (1965)
- Rita, la figlia americana, regia di Piero Vivarelli (1965)
- Uccellacci e uccellini, regia di Pier Paolo Pasolini (1966)
- Operazione San Gennaro, regia di Dino Risi (1966)
- Le streghe, episodio La terra vista dalla luna, regia di Pier Paolo Pasolini (1967)
- Il padre di famiglia, regia di Nanni Loy (1967) (non accreditato)
- Capriccio all'italiana, episodi Il mostro della domenica di Steno e Che cosa sono le nuvole? di Pier Paolo Pasolini (1968)

### Televisione
- Tutto Totò – serie TV (1967)

### Doppiatore
- La vergine di Tripoli di Charles Lamont (1947) – cammello Gobbone, voce narrante[14]

### Sceneggiatore
- Il medico dei pazzi (1954) regia di Mario Mattoli
- Totò all'inferno (1955) regia di Camillo Mastrocinque
- Siamo uomini o caporali (1955) regia di Camillo Mastrocinque
- Il coraggio (1955) regia di Domenico Paolella
- I due marescialli (1961) regia di Sergio Corbucci

### Film di montaggio
- 10 anni della nostra vita, regia di Romolo Marcellini (1953)
- Carosello del varietà, regia di Aldo Bonaldi e Aldo Quinti (1955)
- L'italiano ha 50 anni, regia di Franca Maria Trapani (1962)
- Risate all'italiana, regia di AA. VV. (1964)
- Totò Story, quattro episodi con regia di Camillo Mastrocinque e tre con regia di Mario Mattoli (1968)
- Un sorriso, uno schiaffo, un bacio in bocca, regia di Mario Morra (1975)
- Kolossal - i magnifici macisti, regia di Mario Morra e Antonio Avati (1977)
- Antologia di Totò (Totò, une anthologie; chiamato anche Anthologie de Totò), regia di Jean-Louis Comolli (1978)
- SuperTotò, regia di Brando Giordani ed Emilio Ravel (1980)

## Televisione

### Attore televisivo
Sul piccolo schermo l'attore realizzò nel 1967 Tutto Totò, una serie di nove telefilm diretti da Daniele D'Anza, così composti:
- Il latitante, andato in onda il 4 maggio (nel ruolo di don Gennaro La Pezza; l'episodio venne ricavato dalla sceneggiatura per un film mai realizzato, Le belve)[16]
- Il tuttofare, andato in onda il 10 maggio (nel ruolo di Rosario De Gennaro, detto Lallo)
- Il grande maestro, andato in onda il 13 maggio (nel ruolo di Mardocheo Stonatelli)
- Don Giovannino, andato in onda il 18 maggio (nel ruolo omonimo)
- La scommessa, andato in onda il 25 maggio (nel ruolo di Oberdan Lo Cascio), in cui Totò figurava anche come sceneggiatore
- Totò Ciak!, andato in onda l'8 giugno (nel ruolo dell'agente segreto, era una parodia dei generi cinematografici in voga con la partecipazione di alcuni cantanti)[17]
- Totò a Napoli, andato in onda il 13 giugno (nel ruolo della guida non autorizzata, recitava alcune sue poesie)
- Totò yè yè, annunciata per il 29 giugno ma in realtà mai trasmesso all'epoca in cui fu girato; è andato in onda solo nel 2011 su Rai 3 (Totò ricopre il ruolo del capellone in uno special con la partecipazione di cantanti e complessi musicali)[18]
- Premio Nobel, con Corrado, andato in onda il 6 luglio (nel ruolo di Serafino Bolletta)

### Sketchpubblicitari
Nell'autunno del 1966 Totò girò nove sketch pubblicitari per la Rai diretti dal regista Luciano Emmer, che andarono in onda su Carosello prima della morte dell'attore; oggi di questi ne sopravvivono solo due (Totò cassiere e Totò calzolaio), probabilmente gli altri sono andati persi o distrutti.
- Totò cassiere
- Totò calzolaio
- Totò spazzino
- Totò petroliere
- Totò proprietario di ristoranti
- Totò farmacista
- Totò barista
- Totò giocatore
- Totò elettricista

Nel gennaio 1967 vennero girati altri sette caroselli, diretti dal regista Giuliano Biagetti. Il progetto era di dieci, ma Totò non riuscì a finirli tutti perché era molto impegnato; questi sketch non vennero mai trasmessi in quanto furono trafugati prima di poter essere utilizzati.
- Totò ingegnere
- Totò pittore
- Totò meteoronauta
- Totò iettatore
- Totò ferroviere
- Totò operaio
- Totò giardiniere

### Apparizioni televisive

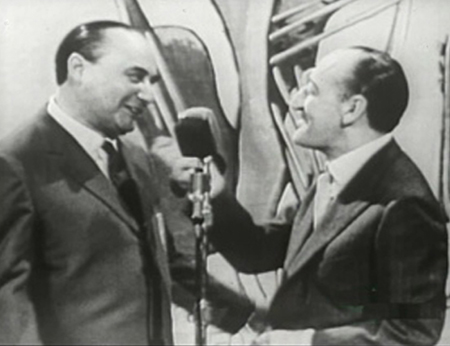
Totò con Mario Riva in una puntata de Il Musichiere, nel 1958, la sua prima apparizione televisiva

Totò e Mina a Studio Uno nel 1966, quando ripropose lo sketch Pasquale con Mario Castellani

- Il Musichiere, di Mario Riva (1958)
- Studio Uno, con Mina (1965 e 1966)

#### Interviste
- Telecamere in vacanza, intervistato scherzosamente da Franca Faldini (1959)[15]
- Cinema d'oggi, intervista sul set de I due colonnelli (1962)[21]
- Controfagotto, intervista nel canile L'ospizio dei trovatelli (1961)
- TV7, intervista con Lello Bersani (1963)[22]
- Cinema d'oggi, intervista nella sua abitazione (1963)[15]
- Segnalibro, intervista con Luigi Silori su un libro di Alberto Bevilacqua riguardante i comici italiani (1965)[23]
- Intervista sul set di Uccellacci e uccellini (1966)
- Anteprima, intervista sul cinema comico (1966)
- L'Approdo (1966)[15]
- Intervista sul set del film La Terra vista dalla Luna (1967)

### Interviste radiofoniche
- Sono Totò, Dio che tristezza, Articolo di Repubblica, 1º dicembre 1990, Archivio RAI (1950)[24]
- Ciak, intervista con Lello Bersani, in occasione del Nastro d'argento ricevuto per Guardie e ladri (1952)[25]
- La Giraffa, Totò declama versi di William Shakespeare (1952)[26]
- La grande radio, intervista con Lello Bersani sul film Totò nella luna (1958)[27]
- Intervista con Oriana Fallaci per L'Europeo (1963)[28]
- La grande radio, intervista nel suo appartamento (1967)[29]
- Chicche e sia, Totò recita le sue poesie La consegna, Felicità e L'acquaiola (1967)[30][31]

### Programmi televisivi sull'attore
- Il pianeta Totò, di Giancarlo Governi (1981, in 30 puntate; riproposto, in 25 puntate, nel 1983 e, nuovamente in 30 puntate, nel 1988)[20]
- W Totò, condotto da Nanni Loy (1987)
- Caro Totò, ti voglio presentare..., condotto da Renzo Arbore (1992)[15]
- Totò, un altro pianeta, di Giancarlo Governi (1993, in 15 puntate)
- Tocco e ritocco, di Giancarlo Governi (1994, in quattro puntate)
- La vita del principe Totò, di Giancarlo Governi (1995, in due puntate)[20]
- Omaggio a Totò, di Giancarlo Governi (1997, in una puntata)
- Totò 100, di Giancarlo Governi (1998, in due puntate)[20]
- A prescindere..., di Giancarlo Governi (in due puntate)
- Il nostro Totò, per i cinquant'anni dalla scomparsa (2017)

#### Documentari
- Totò 2001, di Marco Giusti (2000)[20]
- Il baule di Totò, di Gianni Turco (2003)[32]
- Un principe chiamato Totò, di Fabrizio Berruti (2007)
- Totò, Napoli... ed io, di Diana De Curtis e Francesco Brancatella (2009)[20]

#### Docufilm
- InediTotò, realizzato per i 120 anni dalla nascita dell'attore, regia di Franco Longobardi (2018)[33]

#### Pubblicità
- Spot Totò presenta Totosei, montaggio di spezzoni con voce doppiata, realizzato per conto del Coni (1998)[34]